# Siederia saxatilis
Siederia saxatilis är en fjärilsart som beskrevs av Leo Sieder 1954. Siederia saxatilis ingår i släktet Siederia och familjen säckspinnare. Inga underarter finns listade i Catalogue of Life.